# Пиду, Ролан
Рола́н Пиду́ (фр. Roland Pidoux; род. 29 октября 1946, Париж) — французский виолончелист.
Окончил Парижскую консерваторию (1960), ученик Андре Наварра, Жана Юбо и Жозефа Кальве. С 1968 г. играл в оркестре Парижской оперы, в 1979—1987 гг. в Национальном оркестре Франции. В большей степени, однако, известен как ансамблевый музыкант — в составе квартета Via Nova (1970—1978) и особенно в составе Нового трио Паскье (с 1972 г.) вместе с братьями Брюно и Режисом Паскье, но также и благодаря отдельным записям и выступлениям вместе с Орелем Николе, Мишелем Порталем, Жаном Пьером Рампалем и др.; среди записанных Пиду квартетов, квинтетов, трио — произведения Моцарта, Боккерини, Госсека, Шуберта и др. С 1987 г. профессор Парижской консерватории; среди его учеников — его сын Рафаэль Пиду.